# Katona János (színművész)
Katona János (Budapest, 1949. október 20. – Budapest, 2015. március 31.) magyar színművész, humorista.

## Élete és pályafutása
A Színház- és Filmművészeti Főiskolát 1978-ban végezte el. A főiskola elvégzése után a Pécsi Nemzeti Színház, 1979-től szolnoki Szigligeti Színház, 1981-től Várszínház, 1983-tól Nemzeti Színház és 1992-től haláláig a  József Attila Színház tagja volt. Kabarékban is sokat szerepelt, emlékezetes kabarészerepei közül kiemelkedő a Markos-Nádas-Boncz trióval közösen készített Telepohár, a Televáró és a Teletelep.  2015. március 31-én hunyt el otthonában.
A magánéletben évekig Kishonti Ildikó társa volt.

## Fontosabb színházi szerepei
- Nóti Károly: Nyitott ablak (Novotni)
- Weöres Sándor: Holdbéli csónakos (Bolond Istók)
- Mitch Leigh-Dale Wasserman: La Mancha lovagja (kormányzó)
- Harold Pinter: Születésnap (McCaen)
- Balogh Elemér-Kerényi Imre-Rossa László: Csiksomlyói passió, több szerep
- Jean Poiret: Őrült nők ketrece (Mercedes)
- Niccolò Machiavelli: Mandragora (Fáter Timoteusz)
- Szilágyi László-Eisemann: Én és a kisöcsém (Zolestyák)
- Spiró György: Virtcsaft (boncmester/kovács)
- Romhányi József: Hamupipőke (szakács/takács/kovács)

## Filmszerepei
- Televáró
- Tűzvonalban (2008)
- Cimbora: Tükrös cica (2006)
- Az öt zsaru (1998)
- Csíksomlyói passió (1994)

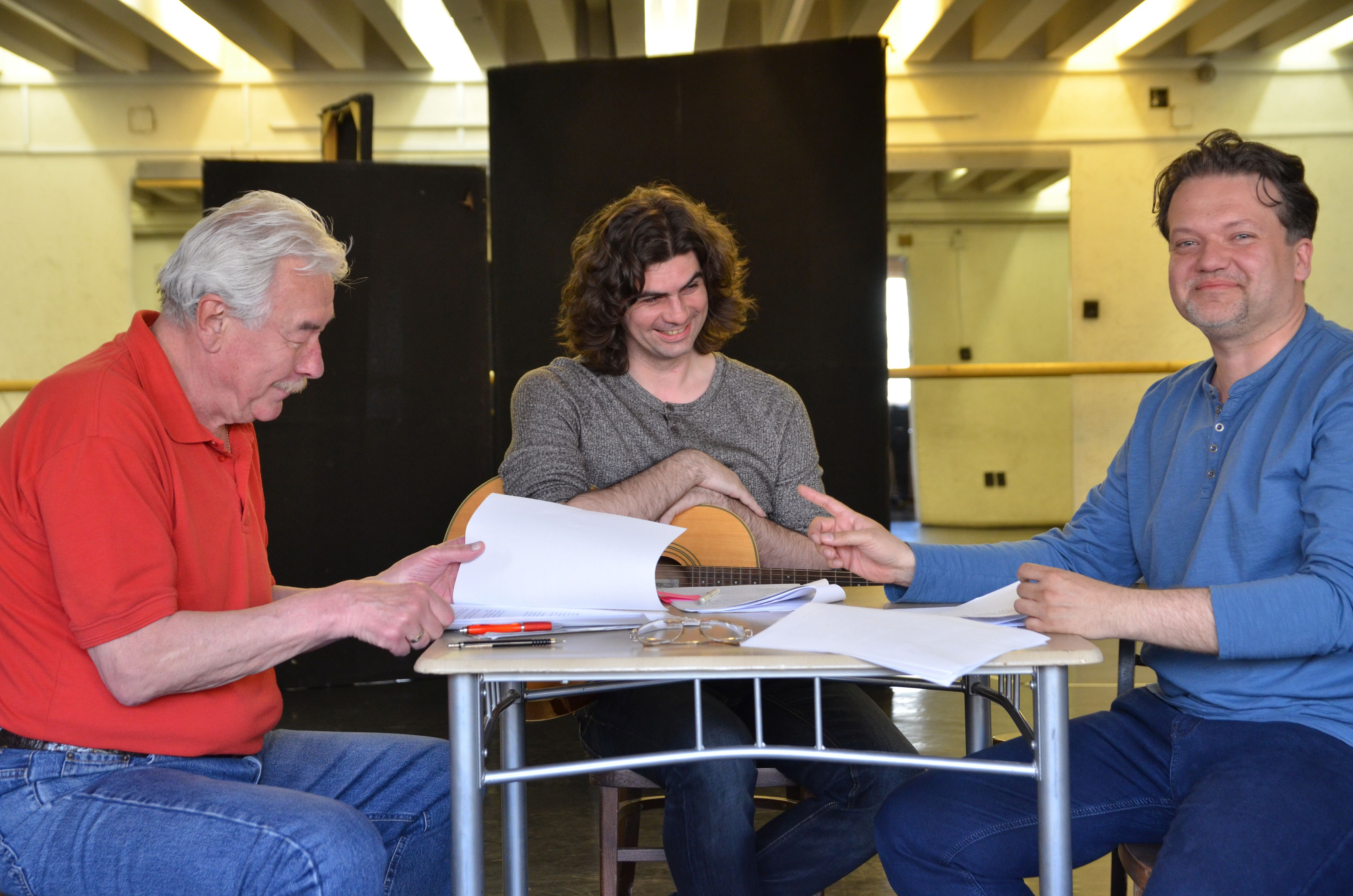
Katona János, Dóka Attila zenész és Szabó Zoltán Attila rendező 2014-ben a Legendák nyomában sorozat 5., Ottlik-estjének próbáján (József Attila Színház)

- Nevetni kell, ennyi az egész (1994)
- Kutyakomédiák (1992)
- Fagylalt, tölcsér nélkül (1989)
- Angyalbőrben (1989)
- Zojka szalonja (1986)
- A kárókatonák még nem jöttek vissza (1985)
- Most mi jövünk!   (1985)
- Rutinmunka (1984)
- A hallgatag hölgy (1983)
- Linda (1982)
- Szervusz Szergej   (1979)
- Dóra jelenti (1978)
- A luxusvilla titka  (1977)
- Antalosdi
- Ray Cooney: A miniszter félrelép[8] – a főpincér